# Dècada del 130 aC

## Esdeveniments
- 133 aC - Destrucció de Numància per part de Publi Corneli Escipió Emilià

## Personatges destacats
- Menandre I, rei indogrec (150 aC-135 aC)
- Antíoc VII Sidetes, rei selèucida (138 aC-129 aC)
- Demetri II Nicàtor, rei selèucida (145 aC-138 aC/129 aC-126 aC)
- Àtal II, rei de Pèrgam (159 aC-138 aC)
- Gai Papiri Carbó (164 aC-119 aC), magistrat romà
- Publi Corneli Escipió Emilià (185 aC-129 aC), militar i magistrat magistrat romà